# Apatelodes pithala
Apatelodes pithala is een vlinder uit de familie van de Apatelodidae. De wetenschappelijke naam van de soort is voor het eerst geldig gepubliceerd in 1921 door Paul Dognin.